# Adolf Rüger
Adolf Rüger (* 27. Dezember 1934 in Berlin) ist ein deutscher Historiker.
Adolf Rüger legte 1953 sein Abitur ab und begann danach mit dem Studium der Geschichte an der Humboldt-Universität zu Berlin (HUB). 1957 schloss er sein Studium mit dem Staatsexamen ab und wurde Redakteur beim Dietz Verlag. Zwei Jahre später wechselte Rüger wieder an die Universität und wurde wissenschaftlicher Assistent am Institut für Allgemeine Geschichte. Die Promotion erfolgte 1960 bei Gerhard Schilfert und Professor Rose mit einer Arbeit zum Thema Die Entstehung einer Arbeiterklasse und die Lage der Arbeiter unter dem imperialistischen deutschen Kolonialregime in Kamerun (1895–1905). Die Habilitation folgte 1969 mit der Arbeit Die kolonialen Bestrebungen des deutschen Imperialismus in Afrika (Vom Ende des ersten Weltkrieges bis zur Locarno-Konferenz). Von 1968 bis 1972 wirkte er als Dozent im jungen afrikanischen Nationalstaat Mali. Von Februar 1973 bis August 1978 lehrte er als Hochschuldozent für Allgemeine Geschichte, im September 1978 wurde er Professor für die Allgemeine Geschichte der Neuzeit und die Geschichte der internationalen Arbeiterbewegung, was er bis 1994 blieb. 1980 bis 1986 fungierte Rüger als Direktor der Sektion Geschichte an der HUB. 1994 wurde er abgewickelt.
Rüger beschäftigte sich vorrangig mit der außereuropäischen, vor allem jüngeren Kolonialgeschichte und der nachkolonialen Geschichte Afrikas und der Beziehung dieser Länder zu Europa. Seine Forschungen publizierte er weitestgehend in Zeitschriften.